# 蓬东乡
蓬东乡，是中华人民共和国重庆市黔江区下辖的一个乡镇级行政单位。位于黔江区东部，在区行政中心东南约57公里。乡政府驻火草坝。面积36平方公里。

## 名称
位于阿蓬江（唐昌河）以东，故名。

## 历史沿革
清代时属五里乡，1951年从五里乡析置蓬东乡，1958年改未蓬东公社，1983年复置蓬东乡。

## 行政区划
蓬东乡下辖以下地区：
蓬勃村、麻田村、勃兴村、尖山村和蓬东村。

## 旅游资源
阿蓬江的一段著名河道官渡峡位于蓬东乡与正阳乡接壤处。蓬东乡境内有数处官渡峡悬棺葬。